# Trox howelli
Trox howelli es una especie de escarabajo del género Trox, familia Trogidae. Fue descrita científicamente por Howden & Vaurie en 1957.
Se distribuye por la ecozona del Neártico. Habita en los Estados Unidos (Florida, Texas).